# Будівля поштової станції губернського казначейства
Будівля поштової станції губернського казначейства — пам'ятка архітектури XVIII–XIX сторіччя, що побудована в Чернігові.

## Історія появи
7 червня 1672 року царським указом (цар Олексій Михайлович Романов) з метою обслуговування поштового шляху Москва — Київ, що проходив через Чернігів, була визначена побудова поштової станції на початок вулиці Гончій.
1805 року за планом міста станція була побудована.
Наприкінці ХІХ століття Чернігівський Вал, де знаходилась станція, поступово перетворився на духовний і культурний центр міста. Відповідно пересилання поштової кореспонденції, грошових переказів, посилок, преси; відпочинок і перевезення пасажирів у такому місці створювали міській владі певні незручності. Тому, як державна установа, станція була переведена в іншу будівлю на Олександрівській площі.
Згідно з планом Чернігова 1908 року вона значиться вже на новому місці.

### Загальний вигляд
Зведена будівля у дусі класицизму. Кам'яна, поштова станція мала два поверхи й П-подібне планування. До центрального входу вели широкі сходи. Над першим поверхом біля входу здіймався двоповерховий еркер.
У той час це була одна з найбільших і найкрасивіших цегляних міських споруджень.
Збудована на території нижньої частини історичного Валу, біля стародавнього в'їзду в місто зі сторони Петербургу й Глухова.